# Małe Olecko
Małe Olecko, także Olecko Małe (niem. Klein Oletzko, 1938–1945 Herzogshöhe) – wieś w Polsce położona w województwie warmińsko-mazurskim, w powiecie oleckim, w gminie Wieliczki. W latach 1975–1998 miejscowość administracyjnie należała do województwa suwalskiego.
Pierwsza wzmianka pochodzi z 1541 roku, ale akt kolacyjny wystawiony został w roku następnym. Wieś lokowana 11 lutego 1542 r. Wtedy Książę Albrecht podał do wiadomości, że starosta książęcy w Stradunach, Kasper von Aulack, sprzedał w poprzednim roku Bartoszowi Leśnickiemu z Mazowsza osiem włók sołeckich na prawie chełmińskim w celu wykarczowania boru i założenia wsi czynszowej na 60 włókach między Kleszczewem a Wieliczkami. Do włók sołeckich należała też wyspa.
Zniszczenia z wojny polsko-szwedzkiej, a w szczególności najazd Tatarów hetmana Gosiewskiego, spowodował, że w roku 1683 miejscowi chłopi odrabiali szarwark także w majątku w Sedrankach.
Szkoła powstała tu pomiędzy rokiem 1763 a 1786. W 1935 roku zatrudniała ona dwu nauczycieli, kształciła zaś w klasach od pierwszej do czwartej 55 dzieci, a w klasach od piątej do ósmej 50 dzieci. W 1938 roku Olecko Małe liczyło 518 mieszkańców. Urzędową nazwę wsi ustalono w tym roku na Herzogshöhe (bez związku z jej tradycją historyczną).
We wsi był przystanek kolejowy Olecko Małe.